# Облізняк
Облізняк (пол. Obliźniak) — село в Польщі, у гміні Понятова Опольського повіту Люблінського воєводства.
Населення — 151 особа (2011).

## Демографія
Демографічна структура станом на 31 березня 2011 року:
|          | Загалом | Допрацездатний вік | Працездатний вік | Постпрацездатний вік |
| -------- | ------- | ------------------ | ---------------- | -------------------- |
| Чоловіки | 75      | 18                 | 43               | 14                   |
| Жінки    | 76      | 11                 | 40               | 25                   |
| Разом    | 151     | 29                 | 83               | 39                   |